# جوآن، بانوی ولز
جوآن، بانوی ولز و بانوی اسنودون، که با نام ولزی‌اش «سیوان» نیز شناخته می‌شود، (حدود ۱۱۹۱/۹۲-۲ دسامبر ۱۲۳۷ (۴۶ سال)، دختر نامشروع جان، پادشاه انگلستان بود که به همسری لیولین بزرگ، شاهزاده ولز (در ابتدا پادشاه گوینز)، حاکم خودمختار ولز درآمد.

## اوایل زندگی
جوآن نباید با خواهر ناتنی‌اش جوآن، ملکه اسکاتلند اشتباه گرفته شود.
از اوایل زندگی او اطلاعات بسیار کمی در دست است. نام مادر او تنها بخاطر آگهی ترحیم جوآن جایی که او ملکه کلمنته خوانده‌است دانسته شده‌است. هیچ شواهدی وجود ندارد که مادر او خون سلطنتی داشته باشد. جوآن احتمالاً در فرانسه متولد شده‌است و احتمالاً بخش از کودکی خود را نیز آنجا سپری کرده‌است. از آنجا که پادشاه جان در تاریخ ۱۲۰۳ او را از نورماندی به انگلستان آورد تا برای ازدواج با شاهزاده لیولین آپ آیورورث آماده شود.

## ازدواج
جوان با پرنس لیلیان بزرگ در سال ۱۲۰۴ نامزد کرد و گمان می‌رود ازدواج در سال ۱۲۰۵ انجام گرفته‌است.
او و لیلیان حداقل دو بچه باهم داشته‌اند.
- الن فرچ لیلیان
- دفید اپ لیلیان

بعضی از کودکان دیگر لیلیان هم ممکن است از جوآن بوده باشند.
جوآن اغلب میان شوهرش و پدرش میانجیگری می‌کرد. به گفته Brut y Tywysogion (تواریخ شاهزاده‌ها)، زمانی که جان با موفقیت در ولز شمالی لشکرکشی را انجام میداد، «یولین که قادر به تحمل خشم پادشاه نبود، همسرش، دختر پادشاه، را با مشورت مشاور خود نزد او می‌فرستاد. مردان، به دنبال صلح با پادشاه در هر شرایطی که می‌تواند باشد.»
در آوریل ۱۲۲۶ جوآن فرمان پاپی را از پاپ هونوریوس سوم دریافت کرد که بر اساس آن که پدر و مادرش در زمان تولد او با دیگران ازدواج نکرده بودند، مشروعیت او را اعلام کرد، اما بدون اینکه ادعایی برای تاج و تخت انگلیس به او بدهد.

## زنا
در عید پاک ۱۲۳۰، ویلیام دو براز، که در آن زمان زندانی لیولین بود، به همراه جوآن در اتاق خواب لیولین پیدا شد. ویلیام دو براز در ۲ مه ۱۲۳۰ بر اساس فرهنگ عامه محلی در Abergwyngregyn به دار آویخته شد. این مکان به نام Gwern y Grog شناخته می‌شد.  نامه‌ای از نیکلاس، ابوت وادی، حاکی از آن است که اعدام در کروگن در نزدیکی بالا (کروگی به معنی دار زدن) انجام شده است.
جوآن پس از این حادثه به مدت دوازده ماه در بازداشت خانگی قرار گرفت. پس از آن، طبق کرونیکل چستر، لیولین او را بخشید و به نفع خود بازگرداند. او احتمالاً در اوایل سال ۱۲۳۱ یک دختر به دنیا آورده است.
جوآن را هرگز شاهزاده ولز ننامیدند، اما به زبان ولزی «بانوی ولز» نامیده شد.